# Pause fraîcheur

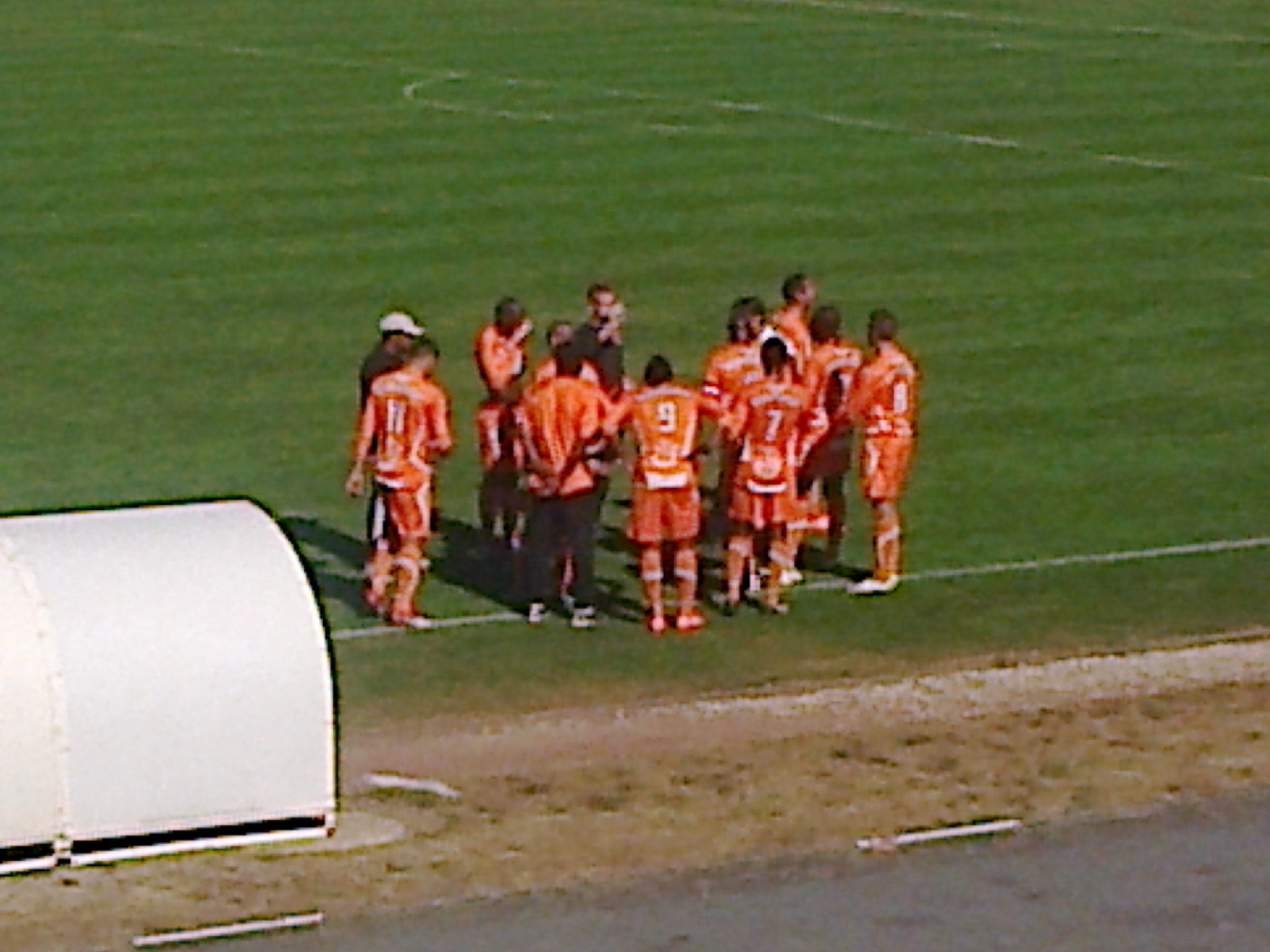
Pause fraicheur en division honneur française, en septembre 2012

La pause fraîcheur est une pratique ancienne, adoptée en 2014 par la FIFA permettant à l'arbitre d'un match de foot d'accorder une pause de 3 minutes au milieu de chaque mi-temps d'un match lorsque les conditions climatiques l'exigent et qui doit permettre aux joueurs de se désaltérer et de s'hydrater.

## Réglementation
C'est le coordinateur du match et le coordinateur de la FIFA qui prennent la décision d'accorder une pause fraîcheur lors d'une entrevue avant le match. La décision est annoncée aux arbitres et aux journalistes une heure avant le début de la compétition. Cette décision est notamment prise si l'indice de température au thermomètre-globe mouillé dépasse les 32 °C. 
L'arbitre principal peut accorder une ou deux pauses lorsque la balle n'est pas en jeu, la première à environ 30 minutes et la seconde à environ 75 minutes. Cette pause de 3 minutes n'interrompt pas le temps de jeu mais le temps est rajouté à la fin de chaque période sur le temps supplémentaire.

## Mise en pratique
Ces pauses ont été autorisées pour la première fois durant les matchs de football lors des Jeux olympiques d'été de 2008 à Pékin et ont été reprises dans le règlement de la FIFA à compter de la Coupe du monde de football de 2014 au Brésil. Lors de cette coupe du monde, la première pause fraîcheur a eu lieu lors du match du groupe H États-Unis – Portugal.
Cette règle est adoptée par les associations affiliées à la FIFA et perdure après le mondial brésilien. Par exemple à la moitié de la première mi-temps de Toulouse-Paris-Saint-Germain, le 27 septembre 2014 en championnat de France, un match qui avait débuté à 17 heures.
Cette règle a été introduite dans l'Indian Super League en 2019 ainsi que dans les compétitions organisées par la Confédération africaine de football.

## Intérêt commercial
La FIFA autorise la retransmission de publicité pendant cette pause 20 secondes après le début de la pause et 30 secondes avant la reprise du jeu. Néanmoins, la règle est réputée avoir été demandée par les instances représentatives des travailleurs, pour l'hygiène et la sécurité, et en aucun cas pour son intérêt commercial.